# يوليوس تومسون (مبارز بالسيف)
يوليوس تومسون (بالألمانية: Julius Thomson)‏ هو مبارز بالسيف ألماني، ولد في 14 يونيو 1888 في أوفنباخ أم ماين في ألمانيا، وتوفي بنفس المكان في 16 يوليو 1960.

## وصلات خارجية
- يوليوس تومسون على موقع أوليمبيديا (الإنجليزية)